# Perú en los Juegos Paralímpicos de Londres 2012
La participación de Perú en los Juegos Paralímpicos de Londres 2012 fue la séptima actuación paralímpica del país. La delegación peruana estuvo compuesta por 1 atleta que compitió en 1 deporte.

## Deportistas
El deportista peruano que participó en Londres 2012 fue:
- Atletismo (1):
  - Pompilio Falconi (Lanzamiento de disco).

## Detalle por deporte

### Atletismo
| Atleta           | Evento       | Final     | Final    |
| Atleta           | Evento       | Distancia | Posición |
| ---------------- | ------------ | --------- | -------- |
| Pompilio Falconi | Disco F35/36 | 31.08     | 10       |